# John Chambers (maquiador)
John Chambers (Chicago, 12 de setembro de 1923 - Woodland Hills, 25 de agosto de 2001) foi um maquiador de efeitos especiais norte-americano vencedor do Óscar de maquiagem por seu trabalho no filme O Planeta dos Macacos de 1968. Trabalhou também em Blade Runner – Caçador de Andróides (1982).
Foi também responsável pela criação das orelhas do personagem Spock da série Jornada nas Estrelas e outras.
Nos anos 1970 trabalhou para a CIA, tendo estado envolvido no plano resgate de diplomatas dos EUA, juntamente com Tony Mendez. O filme Argo (2012) retrata este episódio.